# 本圀寺之變
本國寺之變是織田信長奉足利義昭上洛後，三好三人眾的反撲戰役，趁織田信長退回美濃時，聯合舊美濃國主齋藤龍興等領兵襲擊足利義昭，此戰也被稱作六條合戰。

## 過程
織田信長在永祿11年（1568年）奉將軍足利義昭上洛時，擊破三好三人眾的軍勢，掃蕩他們在山城國、河內國的領地，迫使三好三人眾跟三好康長敗逃回阿波國。因此三好三人眾跟三好康長、篠原長房等三好方勢力遂趁織田信長離開京都回歸岐阜城時，在永祿12年（1569年）1月揪合齋藤龍興及其舊部長井道利，以藥師寺貞春為先鋒對居住在本圀寺的足利義昭發動攻擊。
三好軍從和泉國登陸後，在1月2日先攻陷家原城，城守雀部治兵衛、寺町左近將監戰死，城兵陣亡2百人，三好軍獲勝後連夜進襲，在3日時接近足利義昭居住的本圀寺。當時留駐在本圀寺的共有明智光秀、細川藤賢、三淵藤英、織田左近、野村越中、津田左馬丞以及出身若狹國的知名勇士山縣源內跟宇野彌七。足利義昭以細川藤賢、三淵藤英鎮守本圀寺總門，野村越中在杜門警備。高槻城將領赤座永兼、森彌五八郎、坂井与右衛門等也在3日晚間率先來救，進入本圀寺協防，足利義昭也派出使者向四方求援。
三好軍包圍本圀寺後，三好長逸跟三好政康率3千人進攻北面，岩成友通率領1千5百人進攻西面，三好康長率領3千人進攻東面，同時三好軍也在外圍放火，守軍也一度開門跟三好長逸交鋒。藥師寺貞春作為先鋒數度衝擊城兵，連山縣源內跟宇野彌七也奮戰至力盡，死在敵軍長槍下。三好軍幾近攻入寺內，儘管局面相當混亂，織田軍還曾利用弓箭或洋槍，一次射倒敵軍三十人，戰鬥過程十分激烈，鐵砲的聲音震動京都，但幾回反覆交戰，都未見勝敗。三好方也策反了高槻城主入江春景，派遣三好政勝跟三好長勝進入高槻城，試圖妨礙池田勝正跟伊丹親興救援本圀寺。
4日時，得知三好軍進攻本圀寺的三好義繼隨即率領3千兵馬救援、織田方勢力細川藤孝、荒木村重、池田勝正、伊丹親興等人迅速雲集，池田勝正、伊丹親興雖被妨礙，但另取小路與三好義繼等人會合，三好義繼等人試圖從後方進迫桂川畔的三好軍本陣，三好義繼等人分成三陣，池田勝正與伊丹親興自西進攻，三好義繼自南進攻，本圀寺守軍由北邊進攻，但三好三人眾也將兵力一分為二，三好長逸跟三好政康持續進攻本圀寺，三好康長跟岩成友通則率軍前往桂川跟三好義繼等人交戰，並順利擊破三好義繼跟池田勝正這兩路人馬，池田勝正退守池田城，三好義繼被迫轉往洛西山，大戰中甚至有三好義繼戰死的傳聞。
三好義繼雖被擊退後，但細川藤孝依然繼續奮戰，而伊丹親興則直撲三好長逸跟三好政康所在的三好軍本陣，雙方激戰下，伊丹軍陣亡80多人，但伊丹親興依然奮戰不懈，本圀寺的守軍細川藤賢、三淵藤英等主動開門出戰救援伊丹親興，雙方裡應外合下順利擊破三好軍本陣，三好長逸跟三好政康退往伏見、鳥羽一帶，被斬殺2千7百多人，三好方武將小笠原信定戰死。細川藤孝、伊丹親興、池田勝正跟荒木村重在戰勝後，合流進入本圀寺。
雖只是暫時戰敗，但三好長逸等人則擔憂戰事曠日費時，恐怕織田信長即將率軍來援，因此散在淀城、八幡、伏見等地防備。伊丹親興戰後因負傷而屯居在勝龍寺城，細川藤賢等人回歸本圀寺持續防備，三好義繼跟細川藤孝、池田勝正也在9日陸續進入勝龍寺城。
獲得急使通報本圀寺遭到進攻的織田信長，為救援足利義昭，也在1月6日率人在雪中兼程而行，把本來需耗3日的行程縮短至2日，屬下甚至凍死數人，最後信長率十數騎進入京都，隨後而至的織田軍，總數達到6千，因為織田信長原先有準備攻打伊勢，因此在岐阜城有集結兵力，獲知三好軍進攻本圀寺，織田信長便中止對攻打伊勢轉往救援足利義昭。
織田信長進入京都後除了獎賞此戰有功人士池田勝正、伊丹親興等人，13日時將戰況通報毛利家、大友家，同時織田信長感覺本圀寺守備力不足，而著手另行建造二條城給將軍足利義昭居住。